# Halina Biegun
Halina Biegun (ur. 11 czerwca 1955 w Bielsku-Białej) – polska saneczkarka, medalistka mistrzostw Europy. Była zawodniczką klubu Start Bielsko-Biała. Jej trenerem był Józef Poraniewski.
Na mistrzostwach Europy wywalczyła jeden medal. W 1976, na zawodach w szwedzkim Hammarstrand, odniosła największy sukces w karierze zdobywając brąz (był to ostatni medal wywalczony przez Polaków). Była ósmą zawodniczką mistrzostw świata (1975), międzynarodową mistrzynią Polski (1976) i dwukrotną wicemistrzynią Polski (1976, 1979).